# Трибунал (масонство)
Трибунал — организационная структура верховного совета Древнего и принятого шотландского устава, в которой посвящение проводится только в одну степень — великого инспектора инквизитора — 31° ДПШУ. Посвящение и ритуальное собрание трибунала проводятся как правило один раз в год, на котором трибунал пополняется новыми посвящёнными. Также градус считается административным и если в предыдущих градусах на получение посвящения нужно было представлять глубокую и объёмную зодческую работу, то в административных градусах этой необходимости нет.
Председательствующий офицер в трибунале именуется — весьма совершенным председателем.

## История появления градуса
31° появился в ходе реформы Устава Королевской тайны в 1783 году в Чарльстоне, США, проведённой С. Майерсом и С. Форстом. В ходе реформы к 25-градусной системе Устава Королевской тайны прибавилось ещё 8 градусов, в числе которых появился и 31°, получивший название — великий инспектор инквизитор.

## Легенда градуса
Практическое испытание неофита в предыдущем градусе превращается в этой степени в подробной экзамен на знание обязанностей перед масонским орденом и законов Ордена 5 братьев. При обучении неофита приводятся высказывания мудрецов и законодателей масонства. Этот градус учит устанавливать твердые законы беспристрастной справедливости, учитывая бренности и несовершенство человеческой природы, прощать их в том случае, если есть надежда на исправление. Этот градус учит нас тому, что каждый человек достоин преимущества, даруемого презумпцией невиновности и чистоты намерений. Тот, кто берет на себя обязательство судить других, в первую очередь должен судить себя самого.